# Liste der österreichischen Arbeitsminister
Von 2000 bis 2008

## Erste Republik (1918 bis 1938)
| Bundesminister         | Amtsantritt        | Partei  |
| ---------------------- | ------------------ | ------- |
| Ferdinand Hanusch      | 30. Oktober 1918   | SDAP    |
| Eduard Heinl           | 22. Oktober 1920   | CS      |
| Josef Resch            | 20. November 1920  | CS      |
| Franz Pauer            | 21. Juni 1921      | Beamter |
| Richard Schmitz        | 31. Mai 1922       | CS      |
| Josef Resch            | 20. November 1924  | CS      |
| Theodor Innitzer       | 26. September 1929 | CS      |
| Richard Schmitz (2)    | 30. September 1930 | CS      |
| Josef Resch            | 4. Dezember 1930   | CS      |
| Otto Ender (1)         | 15. April 1931     | CS      |
| Josef Resch            | 20. Juni 1931      | CS      |
| Robert Kerber          | 11. März 1933      | CS      |
| Richard Schmitz        | 21. September 1933 | CS      |
| Odo Neustädter-Stürmer | 16. Februar 1934   | VF      |
| Josef Dobretsberger    | 17. Oktober 1935   | VF      |
| Josef Resch            | 14. Mai 1936       | VF      |
| Hugo Jury              | 11. März 1938      | NSDAP   |

 CS  Christlichsoziale Partei
 NSDAP  Nationalsozialistische Deutsche Arbeiterpartei
 SDAP  Sozialdemokratische Arbeiterpartei
 VF  Vaterländische Front

## Zweite Republik (ab 1945)
| Porträt | Bundesminister           | Partei                     | Amtszeit | Regierungen                                                        |
| ------- | ------------------------ | -------------------------- | --- | ------------------------------------------------------------------ |
|         | Johann Böhm              | SPÖ                        | 27. April 1945 bis 20. Dezember 1945 als Staatssekretär für Soziale Verwaltung | Renner IV                                                          |
|         | Karl Maisel              | SPÖ                        | 20. Dezember 1945 bis 23. Jänner 1956 als Bundesminister für soziale Verwaltung | Figl I, Figl II, Figl III, Raab I                                  |
|         | Anton Proksch            | SPÖ                        | 23. Jänner 1956 bis 19. April 1966 als Bundesminister für soziale Verwaltung | Raab I, Raab II, Raab III, Raab IV, Gorbach I, Gorbach II, Klaus I |
|         | Grete Rehor              | ÖVP                        | 19. April 1966 bis 21. April 1970 als Bundesministerin für soziale Verwaltung | Klaus II                                                           |
|         | Rudolf Häuser (4)        | SPÖ                        | 21. April 1970 bis 30. September 1976 betraut mit der Leitung des Bundesministeriums für soziale Verwaltung | Kreisky I, Kreisky II, Kreisky III                                 |
|         | Gerhard Weißenberg       | SPÖ                        | 1. Oktober 1976 bis 1. Oktober 1980 als Bundesminister für soziale Verwaltung | Kreisky III, Kreisky IV                                            |
|         | Herbert Salcher (5)      | SPÖ                        | 1. Oktober 1980 bis 9. Oktober 1980 betraut mit der Leitung des Bundesministeriums für soziale Verwaltung | Kreisky IV                                                         |
|         | Alfred Dallinger         | SPÖ                        | 9. Oktober 1980 bis 31. März 1987 als Bundesminister für soziale Verwaltung 1. April 1987 bis 23. Februar 1989 als Bundesminister für Arbeit und Soziales                                                                            | Kreisky IV, Sinowatz, Vranitzky I, Vranitzky II                    |
|         | Ferdinand Lacina (5)     | SPÖ                        | 23. Februar 1989 bis 10. März 1989 betraut mit der Leitung des Bundesministeriums für Arbeit und Soziales | Vranitzky II                                                       |
|         | Walter Geppert           | SPÖ                        | 10. März 1989 bis 17. Dezember 1990 als Bundesminister für Arbeit und Soziales | Vranitzky II                                                       |
|         | Josef Hesoun             | SPÖ                        | 17. Dezember 1990 bis 6. April 1995 als Bundesminister für Arbeit und Soziales | Vranitzky III, Vranitzky IV                                        |
|         | Franz Hums               | SPÖ                        | 6. April 1995 bis 27. Jänner 1997 als Bundesminister für Arbeit und Soziales | Vranitzky IV, Vranitzky V                                          |
|         | Eleonora Hostasch        | SPÖ                        | 28. Jänner 1997 bis 14. Februar 1997 als Bundesministerin für Arbeit und Soziales 15. Februar 1997 bis 4. Februar 2000 als Bundesministerin für Arbeit, Gesundheit und Soziales                                                      | Klima                                                              |
|         | Elisabeth Sickl          | FPÖ                        | 4. Februar 2000 bis 31. März 2000 als Bundesministerin für Arbeit, Gesundheit und Soziales | Schüssel I                                                         |
|         | Martin Bartenstein       | ÖVP                        | 1. April 2000 bis 2. Dezember 2008 als Bundesminister für Wirtschaft und Arbeit | Schüssel I, Schüssel II, Gusenbauer                                |
|         | Reinhold Mitterlehner    | ÖVP                        | 2. Dezember 2008 bis 31. Jänner 2009 als Bundesminister für Wirtschaft und Arbeit | Faymann I                                                          |
|         | Rudolf Hundstorfer       | SPÖ                        | 1. Februar 2009 bis 26. Jänner 2016 als Bundesminister für Arbeit, Soziales und Konsumentenschutz | Faymann I, Faymann II                                              |
|         | Alois Stöger             | SPÖ                        | 26. Jänner 2016 bis 18. Dezember 2017 als Bundesminister für Arbeit, Soziales und Konsumentenschutz | Faymann II, Kern                                                   |
|         | Beate Hartinger-Klein    | FPÖ                        | 18. Dezember 2017 bis 7. Jänner 2018 als Bundesministerin für Arbeit, Soziales und Konsumentenschutz 8. Jänner 2018 bis 22. Mai 2019 als Bundesministerin für Arbeit, Soziales, Gesundheit und Konsumentenschutz                     | Kurz I                                                             |
|         | Walter Pöltner           | Unabh.                     | 22. Mai 2019 bis 3. Juni 2019 als Bundesminister für Arbeit, Soziales, Gesundheit und Konsumentenschutz | Kurz I, Löger                                                      |
|         | Brigitte Zarfl           | Unabh.                     | 3. Juni 2019 bis 7. Jänner 2020 als Bundesministerin für Arbeit, Soziales, Gesundheit und Konsumentenschutz | Bierlein                                                           |
|         | Rudolf Anschober         | GRÜNE                      | 7. Jänner 2020 bis 28. Jänner 2020 als Bundesminister für Arbeit, Soziales, Gesundheit und Konsumentenschutz | Kurz II                                                            |
|         | Christine Aschbacher     | ÖVP                        | 29. Jänner 2020 bis 11. Jänner 2021 als Bundesministerin für Arbeit, Familie und Jugend | Kurz II                                                            |
|         | Martin Kocher            | Unabh. , von ÖVP nominiert | 11. Jänner 2021 bis 31. Jänner 2021: als Bundesminister für Arbeit, Familie und Jugend 1. Februar 2021 bis 17. Juli 2022: als Bundesminister für Arbeit 18. Juli 2022 bis 3. März 2025: als Bundesminister für Arbeit und Wirtschaft | Kurz II Schallenberg Nehammer Schallenberg                         |
|         | Wolfgang Hattmannsdorfer | ÖVP                        | 3. März 2025 bis 1. April 2025: als Bundesminister für Arbeit und Wirtschaft | Stocker                                                            |
|         | Korinna Schumann         | SPÖ                        | ab 1. April 2025: als Bundesministerin für Arbeit, Soziales, Gesundheit, Pflege und Konsumentenschutz | Stocker                                                            |

 FPÖ  Freiheitliche Partei Österreichs
 GRÜNE  Die Grünen – Die Grüne Alternative
 ÖVP   ÖVP  Österreichische Volkspartei
 SPÖ  Sozialdemokratische Partei Österreichs